# OPAP
OPAP – Greek Organisation of Football Prognostics S.A. (en griego: ΟΠΑΠ – Οργανισμός Προγνωστικών Αγώνων Ποδοσφαίρου Α.Ε.) es una empresa pública con sede en Atenas, Grecia que opera el monopolio de los juegos numéricos de lotería y apuestas deportivas en Grecia.
OPAP es la mayor firma europea de apuestas.

## Historia
- OPAP fue fundada en 1958 en Grecia como compañía estatal.[3]

- El 21 de septiembre de 1999 fue transformada en una empresa de cotización pública.[3]

- El 25 de abril de 2001 las acciones de la compañía fueron listadas en la bolsa de Atenas.[3]

- A 11 de junio de 2008, el Estado griego poseía el 34,4% de la compañía.[2]

## Juegos
OPAP opera los siguientes juegos:
- Juegos de lotería numérica:
  - Lotto (1990-presente) (Reorganizada en 1997)
  - Proto (1992-presente)
  - Batman (1997-presente)
  - Extra5 (2002-presente)
  - Super3 (2002-presente)
  - Trollo (2003-presente)

- Juegos de apuestas deportivas:
  - Propo (1959-presente) (Reorganizado en 1997 y 2006)
  - PropoGoal (1996-presente)
  - Pame Stoixima (2000-presente)
  - Pame Thalassa (1969- presente)
  - Superman (fecha indefinida)

## Subsidiarias
OPAP tiene cinco subsidiarias: OPAP Cyprus Ltd, que opera agencias de lotería en Chipre; OPAP SPORTS Ltd (f/k/a OPAP Glory y Glory Sports Betting) que opera agencias de apuestas deportivas en Chipre; OPAP International Ltd, OPAP Investment Ltd y OPAP Services S.A.

## Patrocinio deportivo
OPAP es el mayor patrocinado de la Federación Helénica de Fútbol desde 2010 hasta 2012 con donaciones de 11.000.000 euro a la FHF y 500.000 euro a la selección griega de fútbol después de su calificación para el mundial de 2010.

## Cierre de Stanleybet y disturbios en Grecia
En noviembre de 2008, el gobierno griego cerró las operaciones en Grecia de Stanleybet International, una empresa de apuestas europea con sede en Liverpool. Stanleybet había abierto recientemente dos oficinas en Grecia y estaba en condiciones de convertirse en un importante competidor de OPAP. El gobierno actuó tras las quejas públicas de OPAP y ocupó las oficinas de Stanleybet el 7 de noviembre de 2008, confiscando sus activos.
Una de las quejas expresadas por los manifestantes en los disturbios en Grecia en 2008 fue la rápida actuación del gobierno para actuar en favor de OPAP para eliminar la competencia, mientras que para asuntos que afectaban la seguridad pública o los derechos de los ciudadanos el gobierno se ha caracterizado por su lentitud.